# Francisco de Monlevade
Francisco Paes Leme de Monlevade (Rio de Janeiro, 13 de dezembro de 1860 - São Paulo, 23 de novembro de 1944) foi um engenheiro ferroviário brasileiro, conhecido por ser o pioneiro da eletrificação ferroviária em larga escala no Brasil. Durante anos dirigiu a Companhia Paulista de Estradas de Ferro e a Estrada de Ferro Sorocabana.

## Biografia
Iniciou sua carreira no Rio de Janeiro, como engenheiro ferroviário. Trabalhou em usinas metalúrgicas de Manchester e País de Gales. Retornando ao Brasil, assumiu as funções de mestre das oficinas da Estrada de Ferro Central do Brasil, ocupou o cargo de diretor técnico da Cia. Forjas e Estaleiros do Rio de Janeiro. O Dr. Monlevade iniciou sua carreira na Companhia Paulista de Estradas de Ferro em 1897, como Chefe da Locomoção, passando em 1907 a ocupar o cargo de Inspetor Geral, cargo este que exerceu até 1925, ano em que se aposentou, sob sua administração, foi executada os estudos que começaram em 1916 e a eletrificação da linha  das linhas, em 2 de julho de 1922 foi inaugurado o primeiro trem elétrico da América do Sul.
Sua atuação acabou se estendendo ao direito trabalhista por instituir na Companhia Paulista a jornada diária de trabalho de 8 horas em 1904, além de articular o movimento que impulsionou a criação da Caixa de Aposentadoria e Pensões para os Ferroviários, auxiliando Elói Chaves na elaboração da Lei da Previdência Social em 1923. Foi presidente do Instituto de Engenharia de 1921 a 1922.
Em 1930 mudou-se para São Paulo e tornou-se secretário de viação e obras públicas do Estado de São Paulo. Foi diretor da Estrada de Ferro Sorocabana em 1931 e 1932. Quando morreu, em 1944, seu pedido foi para ser enterrado em Jundiaí no Cemitério Nossa Senhora do Desterro, num caixão da Cia. Paulista de Estrada de Ferro. É patrono da cadeira n° 77 da Academia Nacional de Engenharia.